# Cutler (rivière)
Pour les articles homonymes, voir Cutler.
La rivière Cutler est un cours d'eau d'Alaska, aux États-Unis situé dans le borough de Northwest Arctic. C'est un affluent de la rivière Noatak.

## Description
Longue de 45 milles (72 km), elle coule en direction du nord-ouest vers la rivière Noatak à 45 milles (72 km) au sud-ouest du col Howard, dans la chaîne Brooks.
Son nom a été référencé en 1890.

## Affluent
- Imelyak